# Національна дорога 47 (Польща)
Національна дорога № 47 (пол. Droga krajowa nr 47, DK47) — національна дорога GP що проходить через Малопольське воєводство, довжиною приблизно 40 км км. З'єднує Рабка-Здруй із Закопаним. Є фрагментом т. зв Закоп'янки, що робить її маршрутом, який часто відвідують туристи, які відвідують Татри.

## Опис
Пролягає поздовжньо, здебільшого через Підгалє, але починається в Рабчанській долині. Веде з Рабка-Здруй, через Хабувку, Клікушову, Новий Тарг, Шафляри, Білий Дунаєць, Поронін до Закопаного. Траса дороги аналогічна залізничній лінії № 99. З дороги видно високогірні пасовища та деякі вершини Татр на задньому плані.
В околицях Хабувки та Нового Таргу дорога має дві смуги в кожному напрямку на коротких ділянках. Завдяки інвестиціям на всій ділянці Рабка Здруй — Новий Тарг буде дві дороги. На ділянці Новий Тарг — Закопане, всупереч попереднім планам і концепціям, дві дороги не передбачені.
Дорога характеризується великою кількістю поворотів і горбів, тому вважається небезпечною. Профіль дороги спричиняє сезонні затори. Її уламок біля Рабки-Здруй у народі називають «Сковороди». Це звивиста ділянка, на якій трапляється багато аварій, у тому числі зі смертельними наслідками. Це популярне місце серед мотоциклістів, де вони вдаються до безрозсудної їзди.

## Допустиме навантаження на вісь
На всій протяжності траси дозволяється рух транспортних засобів з навантаженням на одну вісь до 10 тонн.

## Важливі міста на трасі DK47
- Рабка-Здруй (S7, DK28)
- Хабувка
- Рдзявка — обійст
- Клікушова
- Новий Торг (DK49)
- Шафляри
- Банська-Нижня
- Білий Дунаєць
- Поронін
- Закопане